# کیرلو نسترنکو
کیرلو نسترنکو (اوکراینی: Кирило Олександрович Нестеренко؛ زادهٔ ۱ مارس ۱۹۹۲) بازیکن فوتبال اهل اوکراین است.
از باشگاه‌هایی که در آن بازی کرده‌است می‌توان به باشگاه فوتبال متالورگ دونتسک و باشگاه فوتبال استال کامیانسکه اشاره کرد.